# Catalunya Banc
Catalunya Banc, S. A. (comercialmente conocido bajo la marca CatalunyaCaixa) fue un banco español con sede en Barcelona, filial de BBVA. Fue creado por la Caixa d'Estalvis de Catalunya, Tarragona i Manresa (CatalunyaCaixa) el 7 de junio de 2011 para desarrollar su actividad financiera.
El banco fue nacionalizado por el FROB en 2012 debido a no ser capaz de cumplir con las exigencias de capital. El 21 de julio de 2014, BBVA logró hacerse con Catalunya Banc mediante un procedimiento de subasta, completando dicha compra el 24 de abril de 2015, una vez formalizada la adquisición del 98,4% del capital social.
El 31 de marzo de 2016, los consejos de administración de BBVA y Catalunya Banc acordaron iniciar el proceso para su fusión, de manera que el banco catalán se integraría en BBVA. El 1 de septiembre de 2016, se formalizó dicha absorción.

## Historia
El FROB aprobó la ayuda solicitada por CatalunyaCaixa el 28 de julio de 2010, 1250 millones de euros en forma de participaciones preferentes convertibles. Esta ayuda estaba condicionada a la conversión en banco del negocio financiero de CatalunyaCaixa, lo que se hizo mediante la entidad Catalunya Banc, y a la recapitalización mediante la entrada de inversión privada en el capital del banco.
Al finalizar el plazo establecido en el Decreto Ley 2/2011 para la recapitalización privada, el 30 de septiembre de 2011, no se había logrado el capital necesario, por lo que el FROB decidió una nueva intervención. Esta segunda intervención consistió en una aportación de capital de 1.718 millones de euros, lo que supuso en la práctica la nacionalización de Catalunya Banc, al alcanzar el FROB una participación del 89,74% del capital del banco.
El 17 de diciembre de 2012, el FROB anunció que se quedaría con todo el capital de Catalunya Banc por un euro al mismo tiempo que convirtió en acciones ordinarias los 1250 millones de euros de participaciones preferentes de CatalunyaCaixa que suscribió en 2010.
Estos acuerdos fueron adoptados con la finalidad de que Catalunya Banc recibiera los 9.084 millones de euros aprobados por Bruselas, con lo que CatalunyaCaixa dejó de tener participación en la entidad.
El 4 de marzo de 2013, el FROB suspendió el proceso de venta de Catalunya Banc ante el escaso interés de otros bancos para hacerse con sus activos.
Por Ley, el FROB tiene un plazo de hasta cinco años desde la fecha en la que fue nacionalizado para proceder a su desinversión. Si no, se procederá a su liquidación.
En el caso concreto de Catalunya Banc, el plan de resolución de la entidad, aprobado por la Comisión Europea, establece que un acuerdo de venta debería firmarse antes de que finalice 2016.
El 19 de julio de 2013, el Fondo de Garantía de Depósitos (FGD) pasó a controlar el 32,4% de Catalunya Banc tras el desembolso de 1.000,9 millones de euros para dar liquidez a los preferentistas y titulares de deuda subordinada de Catalunya Banc. Sólo un 2,9% de los preferentistas y titulares de deuda subordinada de Catalunya Banc optaron por mantenerse como accionistas de la entidad, al rechazar venderlas al FGD. Esta cantidad se sumó a los 12.052 millones de euros de ayudas públicas que ya había recibido anteriormente.
El 2 de junio de 2014, el FROB inició formalmente la subasta de Catalunya Banc, que se desarrollaría, en principio, en dos fases. En la primera, las entidades interesadas tuvieron hasta el 18 de julio para presentar ofertas vinculantes. Si una oferta fuera un 50% mejor que las otras y si superara en al menos 200 millones a la inmediatamente anterior, ganaría la puja en la primera fase. Si no, se abriría una segunda fase en la que solicitaría a las tres entidades con las mejores ofertas en la primera fase que realizaran su oferta definitiva.
El 16 de julio de 2014, se acordó la venta al fondo de capital riesgo Blackstone una cartera de hipotecas problemáticas de Catalunya Banc por 3.615 millones de euros. Contaría con unas ayudas públicas del FROB de 572 millones de euros.
El 21 de julio de 2014, se dio a conocer que BBVA era el vencedor de la subasta, al presentar una oferta de 1.187 millones de euros, mejorando las ofertas de Banco Santander y CaixaBank. El FROB tuvo que comprometer garantías adicionales para cubrir contingencias derivadas de la venta de productos híbridos (participaciones preferentes y deuda subordinada), cláusulas suelo y 'swaps' y de una eventual ruptura del acuerdo en bancaseguros con Mapfre; todo ello con unas pérdidas máximas de 531,3 millones de euros. Por otra parte, existía la posibilidad de limitar la transmisión de capital al 98,4% de las acciones, correspondientes al FROB y al Fondo de Garantía de Depósitos (FGD), con el consecuente ajuste de precio.
El 15 de abril de 2015, el fondo estadounidense Blackstone cerró la compra de la cartera hipotecaria problemática de Catalunya Banc por 4.123 millones de euros. Blackstone aportó 3.598,4 millones y el Fondo de Reestructuración Ordenada Bancaria (FROB), 524,9 millones. El pasado mes de julio, cuando se anunció la operación, se fijó el importe total de la misma en 4.187 millones de euros, una cifra que finalmente se situó en algo más de 4.123 millones. Ello permitió rebajar la aportación del FROB de los 572 millones previstos inicialmente a 524,9 millones.
El 24 de abril de 2015, BBVA completó la compra de Catalunya Banc, una vez formalizada la adquisición del 98,4% del capital social por 1.165 millones de euros. La operación posibilitaba limitar la transmisión al 98,4% de las acciones, como finalmente ocurrió, un paquete accionarial correspondiente al Fondo de Reestructuración Ordenada Bancaria (FROB) (66,01%) y al Fondo de Garantías de Depósitos (FGD) (32,39%). El resultado fue el consiguiente ajuste de precio hasta los 1.165 millones.
Tras considerar el valor de las garantías otorgadas, ambas operaciones —la venta de la cartera crediticia y de la entidad— resultaron en un valor positivo neto de 328 millones de euros. De este modo, 216 millones volverán a manos públicas (FROB) y 105,9 millones irán al FGD. Por lo tanto, las pérdidas para el Estado ascenderán al menos a 11.836 millones de euros mientras que el FGD habrá perdido 897,1 millones.
El 31 de marzo de 2016, los consejos de administración de BBVA y Catalunya Banc acordaron iniciar el proceso para su fusión, de manera que el banco catalán se integraría en BBVA. Catalunya Banc, con la marca comercial CatalunyaCaixa, formaba parte de este grupo bancario desde abril de 2015, siendo BBVA titular directo del 98,4% de su capital social. Los accionistas de Catalunya Banc distintos de BBVA recibirían 1 acción de BBVA por cada 10 títulos de la entidad catalana. El 13 de mayo de 2016, la junta de accionistas de Catalunya Banc aprobó la integración de la entidad catalana en BBVA.
El 1 de septiembre de 2016, BBVA y Catalunya Banc formalizaron la escritura de fusión, en virtud de la cual el banco que preside Francisco González absorbía al segundo tras obtener la autorización del Ministerio de Economía y haber cumplido los demás trámites establecidos en la ley. El día 9, se inscribió en el Registro Mercantil de Vizcaya la escritura de dicha fusión, por lo que las acciones de Catalunya Banc quedarían automáticamente extinguidas y se canjearían por acciones de BBVA. En el canje, los accionistas de Catalunya Banc distintos de BBVA recibirían 1 acción de BBVA por cada 10 títulos de la entidad catalana. Se esperaba que el día 14 los accionistas de la entidad catalana tuvieran a su disposición las acciones del banco entregadas en canje.
A partir del día 12, los clientes de la extinta caja de ahorros podrían operar en las sucursales de cualquiera de las dos entidades tras la integración tecnológica. La marca "CatalunyaCaixa" se mantuvo en Cataluña.
El 24 de abril de 2019, BBVA anunció que unificaría su marca en todos los mercados en los que operaba. Esto supuso la desaparición de la marca "CatalunyaCaixa".

## Red de oficinas
A 31 de diciembre de 2015, Catalunya Banc contaba con 716 oficinas (de las cuales, 673 se encontraban en Cataluña y 43 en el resto de España) así como con 4.879 empleados (a tiempo completo).